# Dasiops aureolus
Dasiops aureolus är en tvåvingeart som beskrevs av Mcalpine 1964. Dasiops aureolus ingår i släktet Dasiops och familjen stjärtflugor.
Artens utbredningsområde är Rwanda. Inga underarter finns listade i Catalogue of Life.